# ريك أندرسون (لاعب كرة قاعدة)
ريك أندرسون (بالإنجليزية: Rick Anderson)‏ هو مدرب كرة القاعدة ‏ أمريكي، ولد في 29 نوفمبر 1956 في إيفرت في الولايات المتحدة.

## وصلات خارجية
- ريك أندرسون على موقع دوري كرة القاعدة الرئيسي (الإنجليزية)
- ريك أندرسون على موقعبيزبول رفرنس.كوم (الدوري الرئيسي) (الإنجليزية)
- ريك أندرسون على موقعبيزبول رفرنس.كوم (الدوري الثانوي) (الإنجليزية)
- ريك أندرسون على موقع جمعية أبحاث البيسبول الأمريكية (الإنجليزية)
- ريك أندرسون على موقع إي إس بي إن.كوم (أم.أل.بي) (الإنجليزية)
- ريك أندرسون على موقع مشجعي الرسوم البيانية (الإنجليزية)